# Comănești, Suceava
Comănești (germană Komanestie) este satul de reședință al comunei cu același nume din județul Suceava, Bucovina, România.